# Magnolia denudata
Espèce
Classification phylogénétique
Statut de conservation UICN

 LC  : Préoccupation mineure
Statut CITES
Magnolia denudata, appelé Magnolia Yulan, est une espèce de plantes à fleurs de la famille des Magnoliaceae. Il 'est un arbuste ou un petit arbre originaire du centre et de l'est de la Chine, où il est cultivé depuis la Dynastie Tang. C'est l'un des parents de l'hybride Magnolia ×soulangeana, à l’origine de la majorité des magnolias horticoles.

## Description
C'est un arbuste de 2-3 mètres à 10 ans, pouvant atteindre 8 à 12 mètres. Les feuilles caduques sont ovales à obovales. Les fleurs blanches, imposantes et parfumées, apparaissent avant les feuilles.